# Norg

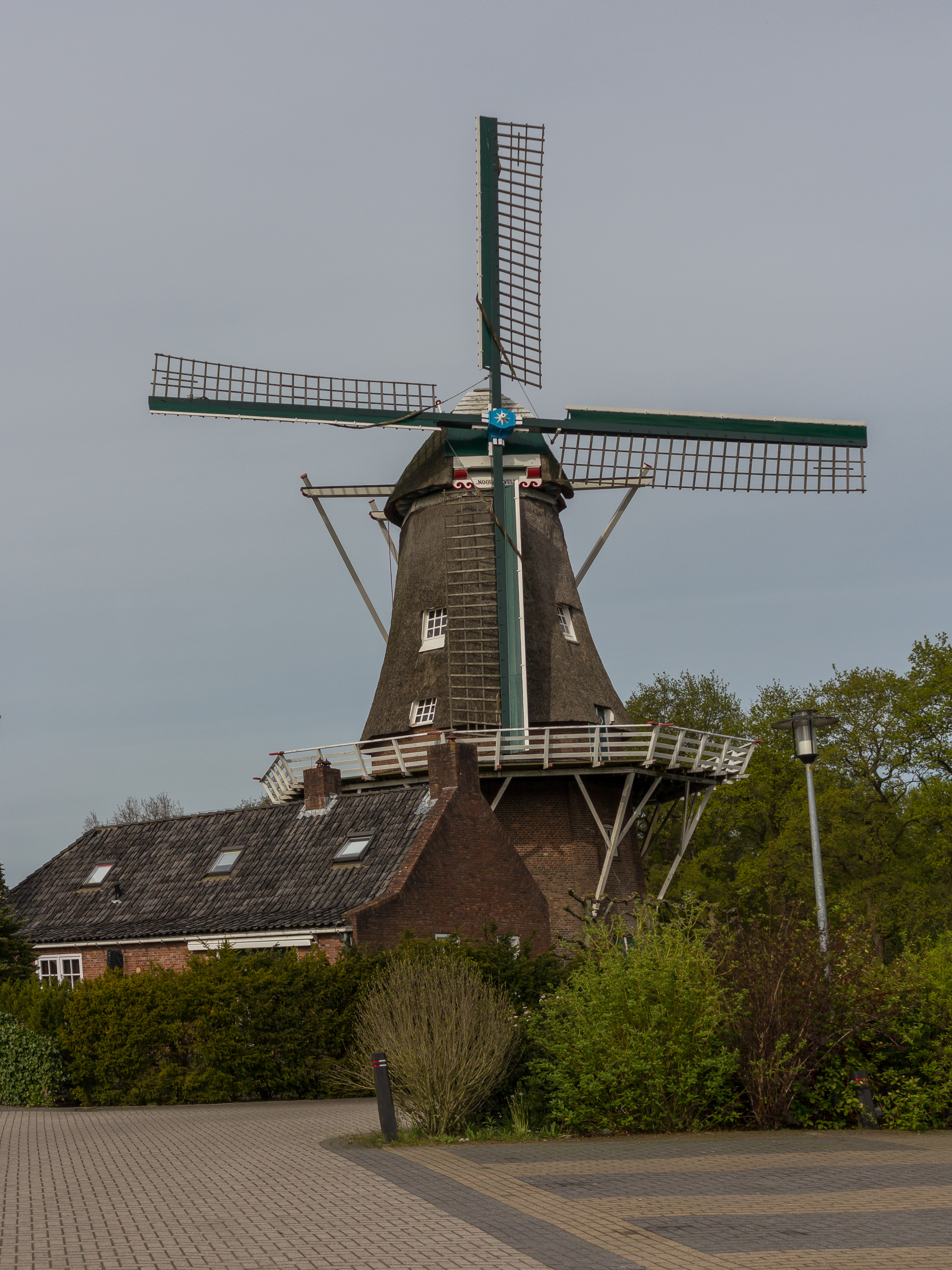
Korenmolen Noordenveld

Norg (Drents: Nörg) is een esdorp in de gemeente Noordenveld, in de Nederlandse provincie Drenthe. Het ligt ten noorden van Zuidvelde en ten zuiden van Langelo,  ongeveer 25 kilometer ten zuidwesten van de stad Groningen en 12 kilometer ten noordwesten van de Drentse hoofdstad Assen. Norg telde in 2023 3.930 inwoners (bron: CBS).

## Geschiedenis
In het begin van de middeleeuwen duikt Nurch of Norche op in oorkondes. De oudste essen zijn op 650-750 na Christus gedateerd. Het nabijgelegen Norgerholt is een heel oud bos en dateert vermoedelijk uit de 9e eeuw. Na de komst van het christendom behoorde Drenthe tot het bezit van de bisschop van Utrecht, die de rechten en plichten van de inwoners van Drenthe voor het eerst bij het landrecht van 1412 erkende. De provincie werd toen verdeeld in zes dingspillen. Het woord dingspil is samengesteld uit ding (= gerecht) en spil (of spel) (= gebied) en betekent dus rechtsgebied.
Norg was destijds (net als omliggende dorpen Een, Een-West, Peest, Westervelde, Langelo, Zuidvelde en Huis ter Heide) onderdeel van het dingspil Noordenveld, met als hoofdplaats Vries. Het dingspil Noordenveld was onderverdeeld in vier kerspelen. Omdat Norg een kerk had, de romanogotische Sint-Margaretakerk, werd dit de 'hoofdplaats' van het gebied dat eerst het kerspel Norg heette en later de gemeente Norg werd. Andere gemeentes die uit dit dingspil voortkwamen waren Roden, Peize, Vries en Eelde. Omdat de familie Tonckens (woonachtig te Westervelde) in diverse generaties burgemeester waren van de gemeente Norg, was Westervelde in eerste instantie de hoofdplaats van de gemeente. Later werd een gemeentehuis in Norg gebouwd.

## Tweede Wereldoorlog
Norg heeft als dorp verhoudingsgewijs weinig last gehad van de Tweede Wereldoorlog. Er is in de omgeving tot aan de bevrijdingsperiode niet zwaar gevochten. Wel werd er even buiten Norg, tussen Zuidvelde en Peest, een Duits vliegveld aangelegd. Inwoners van Norg en omgeving werden gesommeerd mee te werken bij de aanleg. Dit vliegveld had in het Duits de naam 'Fliegerhorst Norg' en de geallieerden noemden het 'Aerodrome Norg'. Het vliegveld is echter vanwege de drassige ondergrond nauwelijks gebruikt. Op het Noordsche Veld legden de Duitsers een schijnvliegveld aan dat diende als afleiding uit de lucht.
Aan de Langeloerweg werd 'Villa Nijenhof' door Landwachters (Nederlanders) gebruikt als martelhuis. Andere Tijden heeft hier een documentaire over uitgezonden. Onder de naam 'Bloedgroep Norg' martelden de Landwachters diverse verzetsstrijders, waaronder enkele uit Norg. De meesten daarvan hebben het niet overleefd. In de bossen van Norg hebben diverse executies plaatsgevonden door de SD, onder andere door Klaas Carel Faber en zijn broer Pieter Johan Faber. In 1985 kwam er ter nagedachtenis aan de geëxecuteerden op twee plaatsen een herdenkingsmonument, aan de Veldweg (locatie Bonhagen) en aan de Voorsteweg (Oosterduinen).

## Recente ontwikkelingen
Tot 1 januari 1998 was Norg een zelfstandige gemeente, met de bijbehorende dorpen Veenhuizen, Een, Een-West, Peest, Westervelde, Langelo, Zuidvelde en Huis ter Heide. Omdat de gemeente Norg veel subsidie ontving voor onder andere de gevangenissen in Veenhuizen, de gasopslag bij Langelo en de vele natuurgebieden, was het een relatief rijke gemeente. Sinds de gemeentelijke herindeling van Drenthe in 1998 maakt Norg deel uit van de gemeente Noordenveld, samen met de vroegere buurgemeenten Peize en Roden.
De oppervlakte van de gemeente Norg was ongeveer de helft van de huidige gemeente Noordenveld. Peize en Roden vormen de andere helft van de nieuwe gemeente. Roden is nu de 'hoofdplaats', waar de meeste voorzieningen zijn. In eerste instantie zou Norg een zelfstandige gemeente blijven. Daarna was het de bedoeling dat Norg zou samengaan met de gemeenten Vries en Zuidlaren, terwijl Roden en Peize zouden samengaan met Eelde. Dit is uiteindelijk niet doorgegaan.
Norg heeft zich, met name na de herindeling, ontwikkeld tot forensenplaats. In verhouding tot het aantal inwoners is er weinig werkgelegenheid. De meeste inwoners werken in grotere plaatsen in de omgeving zoals Roden, Assen, Groningen of Drachten.

## Nieuwbouw
Op dit moment is in Norg nog maar weinig ruimte voor nieuwbouw. De aanwezige natuur- en bosgebieden maken dit onmogelijk. Er is de afgelopen 40 jaar in een aantal fasen nieuwbouw gepleegd:
- Seniorenflat De Vijversburg (1968) (80 appartementen)
- Grootveenweg/Vogelbuurt (1970-1974) (170 woningen)
- Batinge (1976) (100 woningen)
- Dikninge/Laan van Havezathen (1978) (85 woningen)
- Entinge (1980) (50 woningen)
- Havixhorst/Oldengaarde (1984) (60 woningen)
- Seniorencomplex De Garve (1989) (50 woningen)
- Fabriekstraat/Rondweg (1992) (25 woningen)
- Grootveen-Eszoom (1994) (125 woningen)
- Verzorgingshuis De Wiekslag (1994) (30 appartementen), uitbreiding in 2005
- Industrieterrein Ordel (1995) (10 woningen + bedrijfspand)
- Appartementencomplex Westeind (2006)
- Oosterveld (2017 - heden) (eerste woningen gerealiseerd)

In een gedeelte van 'oud-Norg' is vervangende nieuwbouw gepleegd. Er zijn 48 huizen uit de jaren 50 afgebroken, waar inmiddels 50 (starters)woningen voor terug zijn gekomen. Eind 2016 is gestart met het bouwrijp maken van nieuwbouwplan Oosterveld, aan de oostkant van het dorp. Na jaren van discussies en onderzoeken (het plan loopt al vanaf 1968) mag er nu eindelijk gebouwd worden. Inmiddels zijn de eerste woningen hier gebouwd en is begonnen aan fase 2 van het project. Door het Oosterveld is een ontsluitingsweg aangelegd, met inritten op de Peesterstraat en Donderseweg.

## Infrastructuur
Norg kent, zoals veel omliggende dorpen wel hebben, geen rondweg. Het doorgaande verkeer moet dwars door het centrum heen. In 2008 is het gehele stratenplan in het centrum gerenoveerd. In Norg is een klein bedrijventerrein, Ordel. Hier zijn ongeveer tien ondernemers gevestigd in een klein pand met een eigen woning. Norg kent geen spoorwegen en slechts een paar kleine waterwegen: De Norgervaart, het Groote Diep en het Oostervoortsche Diep. Deze zijn echter niet geschikt voor boten en worden voornamelijk gebruikt voor de hengelsport en recreatie. Oorspronkelijk zou de Norgervaart, die stopt in Huis ter Heide, eind 19e eeuw via Norg worden doorgetrokken via de toenmalige jachthaven in Roden naar het Leekstermeer. Maar de betreffende Britse aannemer ging failliet en vanaf dat moment was er te weinig geld beschikbaar om het project door te laten gaan.
In de jaren 60 was er een gevorderd plan om een provinciale weg aan te leggen van Assen naar een te realiseren recreatiegebied in Lauwersoog, de S1. Tevens zou de Rijksweg A6 vanaf Emmeloord rechtstreeks worden doorgetrokken naar Groningen. De S1 en de A6 zouden elkaar bij Norg gekruist hebben. Beide wegen zijn er echter nooit gekomen. De aanleg van de S1 is op het laatste moment afgeblazen, omdat men er uiteindelijk het nut niet van inzag. De A6 is doorgetrokken naar Lemmer.

### Wegennet
- Roden - Roderesch - Alteveer - Langelo - Norg - Zuidvelde - Huis ter Heide - Assen
- Haulerwijk - Een - Norg - Donderen - Yde - De Punt
- Huis ter Heide - Veenhuizen - Oosterwolde

### Openbaar vervoer
- Qbuzz: Lijn 83 > Assen - Norg - Roden - Leek

## Indeling in wijken en buurten
- Centrum
- Vogelbuurt/Grootveen 1 (Straten vernoemd naar vogels)
- De Havezathen/Grootveen 2 (Straten vernoemd naar landgoederen/havezathen)
- Plantenbuurt (Straten vernoemd naar planten/bloemen)
- Rechtspraakbuurt (Straten vernoemd naar soorten van rechtspraak)
- Bestuurdersbuurt (Straten vernoemd naar politiek bestuurders)
- Oud Norg (Buurtje met boerderijen nabij het centrum)
- Bomenbuurt (Straten vernoemd naar bomen/struiken)
- Oosterduinen (Bosgebied met ca. vijfhonderd recreatiewoningen)

## Bezienswaardigheden

### Kerk
Het belangrijkste monument in Norg is de in het midden van de 13e eeuw gebouwde romanogotische Sint-Margaretakerk met een zadeldaktoren. Deze thans protestantse kerk werd gewijd aan de martelares Margaretha van Antiochië. De wijwaterbak en het doopvont van de kerk dateren van voor de bouw, respectievelijk uit het midden van de 12e eeuw en het begin van de 13e eeuw. Rond de kerk was vroeger een kerkhof. Dit kerkhof ligt er nog steeds, hoewel de zerken zijn verwijderd.

### Hunebedden
In Norg zelf ligt geen hunebed, maar wel in het dichtbijgelegen Westervelde en, iets verder weg, bij Zeijen, de hunebedden D2 en D5. Ook iets noordelijker, bij Steenbergen, ligt een middelgroot hunebed. Op het oude kerkhof rond de kerk in Norg liggen een paar grote stenen die waarschijnlijk afkomstig zijn van een verwoest hunebed.

### Windmolens
In Norg staan twee oude windmolens. De ene, Noordenveld geheten, is een korenmolen die sinds 1878 bestaat. Vlak bij deze molen werd in 2004 een drie verdiepingen tellend appartementencomplex gebouwd dat de molen voor een deel uit de wind zette en enige controverses in het dorp opleverde. Molen en nieuwbouw zijn echter in bezit van dezelfde plaatselijke ondernemer en er is vergunning voor de bouw verleend. Het nieuwe complex had echter ook voordelen: er kwamen tien nieuwe woningen en vier nieuwe winkelruimtes beschikbaar. De andere molen in het dorp is de korenmolen De Hoop die een van de twee molens in Nederland is uitgerust met Bilauwieken.

### Brinken en Markten
Het dorp Norg telt vijf brinken. Deze zijn allemaal in het centrum van het dorp gelegen. Ze zijn in de 19e eeuw aangelegd voor de grote paardenmarkten. Deze markten worden nu nog steeds vier keer per jaar georganiseerd, vaak in combinatie met een goederenmarkt of een ander evenement. De aanvoer van paarden en ander vee neemt de afgelopen jaren steeds meer af. De markt in Norg kan bijna niet concurreren met de grotere buur-markten in Zuidlaren en Roden en heeft ook last van de internet-handel die steeds meer toeneemt.

### Zwartendijksterschans
De Zwartendijksterschans is een uit de 16e eeuw daterend verdedigingsbolwerk in het nabijgelegen dorp Een, dat weerstand moest bieden tegen de Bisschop van Münster. Hij ligt aan de Schansweg. Deze weg heet de Schansweg, maar stond vroeger bekend als de Zwartendijk en was de belangrijkste verbinding van Friesland met Drenthe. Ter bescherming van deze weg is hier in de zestiende eeuw een schans gebouwd. Deze Zwartendijksterschans is in 1980 prachtig gerestaureerd. Een andere schans met de naam Portugal lag ten oosten van Een, maar deze bestaat niet meer. Enkel de straatnaam "Schans Portugal" in een recent nieuwbouwplan herinnert nog aan dit bolwerk.

### Natuur
Aan de noordzijde van het dorp liggen drie aaneengesloten bosgebieden: de Molenduinen, de Langeloerduinen en de Oosterduinen. In de omgeving van Norg bevinden zich de natuurgebieden Norgerholt en het Fochteloërveen. In de Oosterduinen staan circa vijfhonderd recreatiewoningen. Doordat Norg aan de noordkant wordt 'beschermd' door drie bosgebieden, waait het bijna niet in het dorp. De bossen houden de wind voornamelijk tegen.

### De Brinkhof
Midden in het dorp, tegenover de kerk, staat Ontmoetingscentrum De Brinkhof. Het complex is in 1972 gebouwd en bood onderdak aan bijna alle maatschappelijke voorzieningen. Zo waren het gemeentehuis, bibliotheek, postkantoor, politie, speel-o-theek, maatschappelijk werk, peuterspeelzaal, kinderopvang, wereldwinkel en diverse andere instanties in het gebouw gevestigd. Bovendien is er een toneel/theater, een sporthal, horeca-ruimte en diverse vergaderruimten. Het gemeentehuis is in 1998 verhuisd naar Roden, in het kader van de herindeling. Er hebben inmiddels nog wat wijzigingen plaatsgevonden, maar in grote lijnen heeft het gebouw nog steeds dezelfde maatschappelijke functie.

## Sport en recreatie
- In 1996 is er een overdekt zwemparadijs gerealiseerd, waar in 2008 een bewegingscentrum aan vast gebouwd is. Het zwembad is mede gefinancierd door de NAM, ter compensatie voor de aanleg van een gasopslag in het nabijgelegen Langelo. Naast dit complex zijn ook de tennis- en padelbanen gevestigd van de Norger Tennis Vereniging. Op het sportpark zijn voetbalvereniging GOMOS en een korfbalvereniging gehuisvest. Naast het sportpark bevindt zich een overdekte manege. Verder is er in ontmoetingscentrum De Brinkhof een sporthal, die voor zowel sportieve en culturele doeleinden kan worden gebruikt.
- In en rond het dorp zijn diverse campings en hotels. Bij het Ronostrand, in het nabijgelegen dorpje Een, bevindt zich een grote recreatieplas.
- Vier keer per jaar wordt in Norg een paardenmarkt gehouden. Op de Norgermarkt, zoals deze markt genoemd wordt, worden tegenwoordig veel meer dingen verkocht dan alleen paarden en twee van de vier keer is er ook een kleine kermis bij die dan een paar dagen blijft staan. Sinds 1999 is er elk eerste weekend in augustus een Feestvierdaagse in Norg, waar bands spelen en allerlei activiteiten zijn.
- Tot 2006 had Norg ook een familiepretpark, De Vluchtheuvel. Het park trok in de zomermaanden veel bezoekers, onder andere vanwege het zwembad met vele verschillende glijbanen. Het park is in de jaren 60 begonnen als kinderboerderij/dierentuin en werd uiteindelijk omgebouwd tot pretpark. In 2006 is het gesloten en in 2007 werden alle attracties in opdracht van de nieuwe eigenaar Hennie van der Most weggehaald en naar zijn andere pretparken gebracht. Van der Most heeft na het leeghalen van het park het complex op zijn beurt doorverkocht aan een projectontwikkelaar, die er tot op heden nog niets mee heeft gedaan. In februari 2010 brandde het complex geheel af, na een defect aan de houtkachel. Het complex wordt nu in zijn geheel gesloopt. In 2019 werd het bestemmingsplan gewijzigd, waardoor de bouw van een woonzorgcentrum en een zorghotel mogelijk wordt gemaakt.[5]

## Evenementen
- Noord-Drenthe Loop
- Nationaal en Regionaal Tuigpaardenconcours
- Norgermarkten
- Crossloop Langeloerduinen
- Rijwielvierdaagse
- Worteldagen (theaterfestival)
- Norgerlympics
- Feestvierdaagse Norg
- Wielerwedstrijd Slag om Norg
- CARAVNTASTIC! (theatervoorstelling PeerJonG)

## Onderwijs
- OBS De Hekakker, openbare basisschool, 260 leerlingen
- Dr. Nassau College, middelbare school, 150 leerlingen (Onderdeel van een regionale scholengemeenschap met vestigingen in Assen (3), Beilen (1), Gieten (1) en Norg (1)).

## Voorzieningen
Norg telt een brandweerpost, drie tankstations, een oplaadpunt voor elektrische auto's, een bibliotheek, twee supermarkten, pinautomaten, een postagentschap en diverse horeca en winkels. De politie is onderdeel van het samenwerkingsverband Noordenveld-Tynaarlo, met bureaus in Roden en Vries. Ook staat in Norg een van de oudste hotels in Nederland. Hotel Karsten aan de Brink

## Opslag van aardgas
Bij het dorp Langelo (even ten noorden van Norg) bevindt zich een grote installatie van de Nederlandse Aardolie Maatschappij (NAM) waar aardgas ondergronds in een gasveld opgeslagen wordt. Dit gas kan gebruikt worden als de vraag groter is dan wat in de gasvelden elders wordt geproduceerd. De officiële naam van het complex is 'UGS Norg' (Underground Gas Storage Norg). De capaciteit van deze opslag werd door de NAM in de periode 2012-2015 aanzienlijk uitgebreid. Op dit moment (2019) is de capaciteit 76 miljoen kuub per dag.

## Bekende inwoners
- Johan Pelynck (1475-15??)[7], rechter
- Willem Begemann (1804-1876), predikant
- Martinus Johannes Bosma (1839-1909), burgemeester
- Lucas Poppinga (1895-1979), politicus
- Henderik Seinen (1896-1976), politicus
- Jan Britstra (1905–1987), atleet
- Egbert Pelinck (1907−1991), museumdirecteur
- Geert Timmer (1908-1978), motorcoureur
- Aya Zikken (1919–2013), auteur
- Geert Jansen (1946), politicus
- Ynskje Penning (1949), auteur en beeldhouwer
- Luc Enting (1957), natuurfilmproducent en cameraman
- Linda van Huffelen (1965), glaskunstenaar
- Tjapko Struik (1986), schaker
- Lisanne Schaareman (1988), voetballer